# Нова Деревня (Талицький міський округ)
Нова Дере́вня (рос. Новая Деревня) — присілок у складі Талицького міського округу Свердловської області.
Населення — 131 особа (2010, 194 у 2002).
Національний склад станом на 2002 рік: росіяни — 100 %.